# Claudio Lombardelli
Claudio Lombardelli (Esch-sur-Alzette, 14 oktober 1987) is een Luxemburgs voetballer (middenvelder) die sinds 2004 voor de Luxemburgse eersteklasser Jeunesse Esch uitkomt. Met deze club werd hij landskampioen in 2010.

## Interlandcarrière
Lombardelli speelde tot dusverre 25 wedstrijden voor de Luxemburgse nationale ploeg. Hij maakte zijn debuut op 3 juni 2006 in een oefenwedstrijd tegen Portugal, toen hij in de 90ste minuut inviel voor middenvelder René Peters. Ook doelman Jonathan Joubert (F91) maakte in die wedstrijd voor het eerst zijn opwachting in de nationale A-ploeg.